# 李洱
李洱（1966年—），原名李榮飛，中国当代男性作家。。他是河南濟源人，因其兩部長篇小說《花腔》與《石榴樹上結櫻桃》而聞名。费時13年创作85万字的第三部长篇小说《应物兄》获得第十届茅盾文学奖。「李洱」一筆名中的「洱」，所指的就是時刻都能聽見水聲（故鄉沁河）。

## 背景
李洱早年生活在濟源市五龍口鎮五龍頭村，對下有三名胞弟，父親是一名河南省濟源第一中學的中文老師，母親則從事務農工作。李洱小時候曾跟隨濟源豫劇團的佈景畫師學習繪畫，於1983年考入華東師範大學中文系，並於1987年畢業。同年起在鄭州師範學院（前稱鄭州教育學院）中文系任教。1997至2011年間任河南省文學院的專欄作家，同時兼任《莽原》雜誌副主编一職。2001年，他完成了長篇小說《花腔》。其後在2003年憑藉《花腔》獲得第一屆鼎鈞雙年文學獎。
2008年10月24日，德國總理安格拉·默克爾訪問中國，她把德文版本的《石榴樹上結櫻桃》一書送给中國總理温家寶，且點名要會晤李洱。德國媒體對李洱的評價十分高。其中作品《石榴樹上結櫻桃》（2004年出版）被2007年10月出版的《普鲁士報》（Preußische Allgemeine Zeitung）評為「配得上它所獲得的一切榮譽」。而早在2007年4月，該書已由德國DTV出版社出版。直至現在，當地已售出了逾萬本德文版的《石榴樹上結櫻桃》。
李洱現時仍為《莽原》雜誌的副主編、中國現代文學館研究部主任以及河南省作家協會副主席。2011年至今在中国現代文學館工作，又任華東師範大學客座教授。此外，他還著有《饒舌的啞巴》、《遺忘》等多部小說集。而《花腔》就被稱為「先鋒文學的正果」，並入圍第6屆茅盾文學獎之列（但最終未能得獎）。《花腔》和《石榴樹上結櫻桃》曾獲第三屆及第四屆「大家文學獎（榮譽獎）」和第十屆「莊重文文學獎」。

## 作品
长篇小说
- 《花腔》2002年人民文学出版社
- 《遗忘》2002年漓江出版社
- 《石榴树上结樱桃》2004年江苏文艺出版社
- 《应物兄》上下册，2018年人民文学出版社

短篇小说集
- 《夜游图书馆》2002年浙江文艺出版社
- 《午后的诗学》2004年山东文艺出版社
- 《儿女情长》2013年上海文艺出版社
- 《喑哑的声音》2013年上海文艺出版社
- 《平安夜》短篇小说选2016年华东师范大学出版社

中篇小说集
- 《导师死了》2013年上海文艺出版社
- 《鬼子进村》6部中篇，2013年上海文艺出版社
- 《从何说起呢》7部中篇，2015年长江文艺出版社
- 《二马路上的使者》2部中篇，2016年上海文艺出版社
- 《饶舌的哑巴》中短篇精选8篇，2022年人民文学出版社

散文集
- 《问答录》2013年上海文艺出版社。分为7篇：回应和对话、与批评家梁鸿的对话、自问自答、读与写、演讲录、与批评家魏天真的对话
- 《熟悉的陌生人》2020年上海文艺出版社。分为五辑，“读与评”“讲与说”“问与答”“序与跋”“人与物”，精选了近年来作者在一些重要论坛的精彩演讲，与批评家、记者的深刻对话，自言自语的序跋，影响至深的一些人与事。

## 個人生活
李洱已婚，妻子是北京大學的教職員。

## 外部連結
- 李洱的新浪微博
- 李洱新浪博客 （页面存档备份，存于）
- 中國文化：作家李洱（页面存档备份，存于）
- 文學．文友﹕李洱和作家們，明報 副刊，2016年5月15日（页面存档备份，存于）